# Ema (šintoismus)

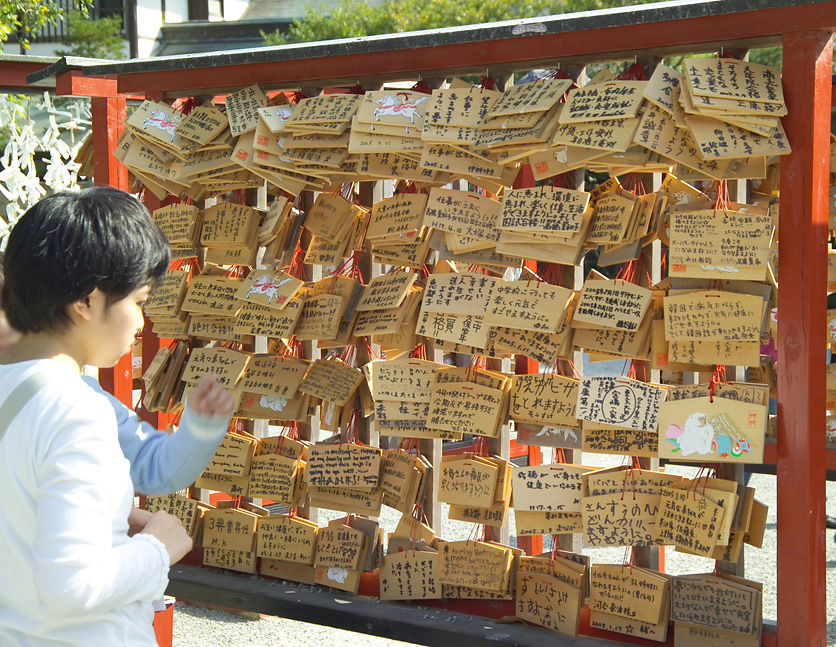
Ema ve svatyni Curugaoka Hačiman v Kamakuře

Ema (japonsky: 絵馬) je pojem používaný k označení dřevěných votivních destiček, na které stoupenci šintoismu píší své modlitby a přání. Destičky jsou pak zavěšovány ve svatyních či v jejich blízkém okolí, aby je mohli číst kami.
Výraz „ema“ se dá přeložit i jako „koňský obrázek“. To pramení ze starobylého zvyku obětovat svatyni živého koně, jenž se časem zjednodušil na oběť koně malovaného. K obrazům koní se později přidaly i obrazy ostatních zvířat zvěrokruhu a také malby obsahu prosby.